# Винтерниц, Мориц
Мо́риц Ви́нтерниц (нем. Moriz Winternitz; 23 декабря 1863 — 9 января 1937) — известный австрийский востоковед, специалист по истории санскритской литературы, «Махабхарате» и поздневедийским ритуальным произведениям.

## Биография
Родился в Хорне, Австрия. По происхождению еврей. Он получил начальное образование в гимназии родного города, в 1880 году поступил в Венский университет и изучал тут классическую филологию и философию, получив степень доктора философии в 1886 году. Однако ещё во время учёбы под влиянием Георга Бюлера обратился к индологии. В 1888 году он перешёл в Оксфордский университет, где до 1892 года помогал Максу Мюллеру в подготовке второго издания «Ригведы» (4 тома, Оксфорд, 1890—1892), просматривая манускрипты и принимая решения по многим новым разночтениям этого памятника. Винтерниц оставался в Оксфорде до 1898 года, будучи задействованным в различных сферах образования. Так, он выступал как лектор в Ассоциации по распространению высшего образования среди женщин, как библиотекарь в Индийском институте в Оксфорде и часто как экзаменатор по немецкому и санскритскому языкам для университета и Индийской гражданской службы (англ. Indian Civil Service).
В 1899 году он перебрался в Прагу как приват-доцент по индологии и общей этнологии и в 1902 году был назначен на профессорскую должность по санскриту и этнологии в Университете Карла-Фердинанда в Праге и проработал там до 1934 года. Семья Винтерница сдружилась с Альбертом Эйнштейном, когда тот был в Праге около 1911 года.
Одной из главных работ Винтерница считается трёхтомное исследование «Geschichte der indischen Literatur», изданное в Лейпциге в 1905—1922 годах. В область его научных интересов входили как ведийская литература, эпос и пураны, так и буддистские и джайнские тексты, причём и научные, и поэтические. Результатом работы в Оксфорде над манускриптами стала книга: «A Catalogue of South Indian Manuscripts Belonging to the Royal Asiatic Society of Great Britain and Ireland», вышедшая в Лондоне в 1902 году. В дополнение к этому Винтерниц опубликовал ряд ценных статей по санскриту и этнологии в различных научных журналах. В 1934 году ученики Винтерница О. Штайн и В. Гамперт составили библиографию работ своего учителя, в которой содержалось 452 названия.
Умер в 1937 году в Праге.

## Избранная библиография
- Apastambiya Gṛihyasutra (Vienna, 1887)
- Mantrapaṭha, or the Prayer-Book of the Apastambins (part i, Oxford, 1897)
- Das Altindische Hochzeitsrituell (Vienna, 1892)
- A Catalogue of South Indian Manuscripts Belonging to the Royal Asiatic Society of Great Britain and Ireland (London, 1902)
- Geschichte der Indischen Literatur (Leipzig, 1905—1922).